# Molekulsko vezivanje
Molekulsko vezivanje je interakcija privlačenja između dva molekula koja dovodi do stabilne asocijacije u kojoj su dva molekula blizo jedan drugog. Rezultat molekulskog vezivanja je formiranje molekulskog kompleksa. Molekulski kompleks je labava asocijacija u koja obuhvata dva ili više molekula. Vezivanje između komponenti kompleksa je normalno slabije od kovalentnih veza.

## Tipovi
Molekulsko vezivanje se može klasifikovati u sledeće grupe:
- nekovalentna – ne dolazi do formiranja hemijskih veza između dva interagujuća molekula, te je asocijacija potpuno reverzibilna
- reverzibilno kovalentna – formira se hemijska veza, međutim razlika slobodne energije koja razdvaja nekovalentno vezane reaktante i vezani produkt je blizo ekvilibrijuma i aktivaciona barijera je relativno niska, tako da se lako odvija reverzna reakcija kojom se razlaže hemijska veza
- ireverzibilno kovalentna – formira se hemijska veza u kojoj je produkt termodinamički stabilniji od reaktanata, tako da ne dolazi do reverzne reakcije.